# Französisch-Indien

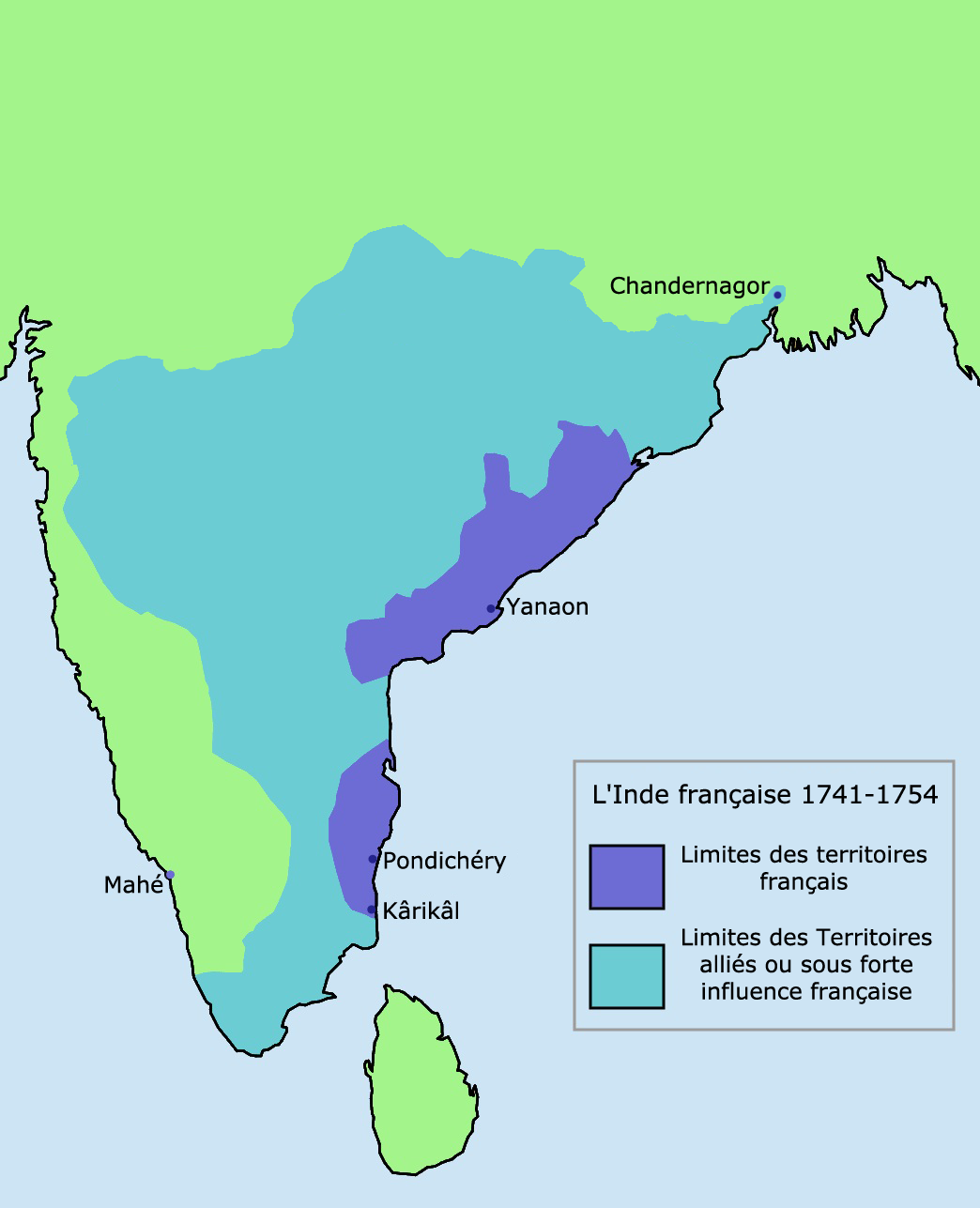
Französische Gebiete in Indien und französisches Einflussgebiet zur Zeit seiner größten Ausdehnung 1741–1754, kurz vor dem Siebenjährigen Krieg

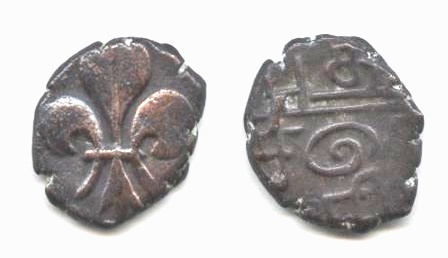
Kleinmünze, 1 Doudou, königliche Prägung mit Lilie, um 1750

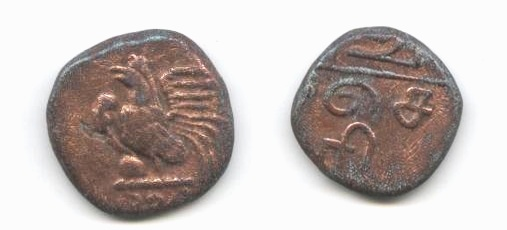
Kleinmünze, 1 Doudou, republikanische Prägung mit Hahn, um 1800

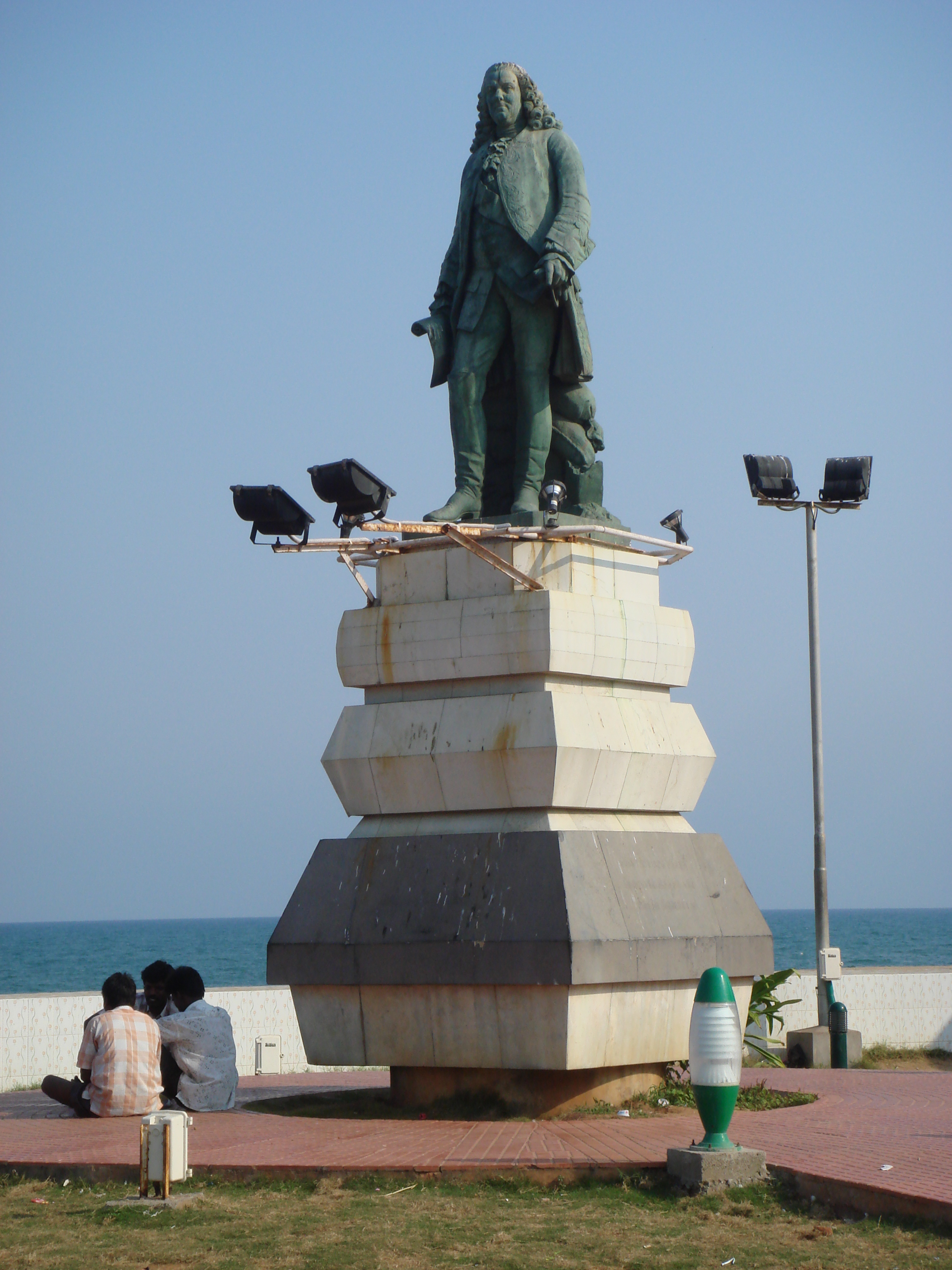
Statue von Joseph François Dupleix an der Uferpromenade von Pondy

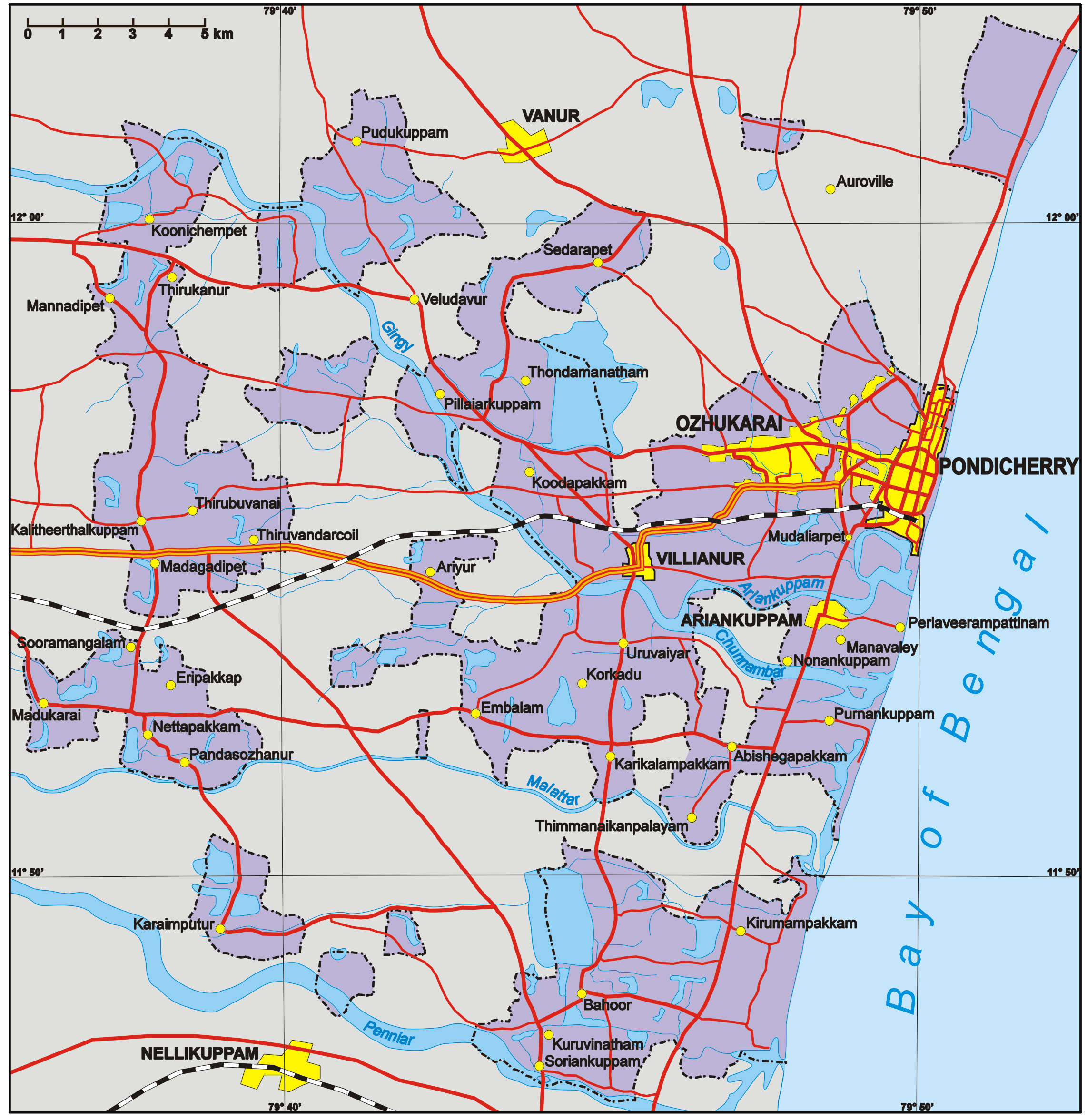
Am Beispiel Pondichéry zeigt sich die Aufsplitterung des historischen Gebietes innerhalb Tamil Nadus

Französisch-Indien (seit 1816 offiziell französisch Établissements français de l'Inde, „Französische Niederlassungen in Indien“) bezeichnet zusammenfassend mehrere Gebiete des heutigen Indien, die beginnend 1664 bis zur Mitte des 20. Jahrhunderts eine französische Kolonie bildeten, deren Hauptstadt Pondichéry, das heutige Puducherry, war. Im Pariser Frieden von 1763 trat die Französische Ostindienkompanie den Großteil an die Britische Ostindien-Kompanie ab. Chandernagor (heute Chandannagar) trat 1954 der Indischen Union bei, der Rest wurde 1954 im Zuge der Dekolonisierung als Unionsterritorium Puducherry an Indien angeschlossen.

## Gebiet
Französisch-Indien bestand zuletzt aus folgenden Teilen:
- Yanam (Yanaon): Godavaridelta, 1751 erworben
- Karaikal (Karikal): Koromandelküste, 1738 erworben
- Puducherry (Pondichéry): Koromandelküste, 1674 erworben
- Mahe (Mahé): Malabarküste, 1721 erworben
- Chandannagar (Chandernagor): nördlich von Kolkata, 1673 gegründet durch Franzosen

Im Jahr 1948 umfasste es Gebiete von zusammen 508 km² mit 362.000 Einwohnern. Heute hat das ungefähr entsprechende Unionsterritorium Puducherry eine Größe von 480 km² und etwa 1,2 Millionen Einwohner (2011).

## Geschichte
Im Jahr 1642 wurde unter der Regierung von Kardinal Richelieu die Französische Ostindienkompanie (Compagnie française des Indes orientales) gegründet. Die Kompanie wurde unter Finanzminister Jean-Baptiste Colbert reorganisiert und gründete 1668 in Surat an der Küste des heutigen indischen Bundesstaats Gujarat eine erste Handelsniederlassung. Es folgten weitere Niederlassungen entlang der West- und Ostküste des indischen Subkontinents. Im Jahr 1673 wurde der spätere Hauptort Pondychéry in Besitz genommen. Aufgrund der zahlreichen Kriege Ludwigs XIV. gingen viele dieser Besitzungen später wieder an die konkurrierenden Briten (die Britische Ostindien-Kompanie) verloren.
Ab den 1720er Jahren begannen die Franzosen von Südindien ausgehend ein Kolonialreich aufzubauen. Es kam erneut zum Konflikt mit der Britischen Ostindien-Kompanie, die den Indienhandel zu kontrollieren versuchte. Die Kolonialkonflikte wurden in den drei Karnatischen Kriegen von 1744 bis 1763, die das indische Gegenstück zu den drei schlesischen Kriegen auf dem europäischen Kriegsschauplatz waren, ausgetragen. Unter dem sehr aktiven und fähigen Gouverneur Joseph François Dupleix konnten die Franzosen anfänglich bemerkenswerte Erfolge erringen. Im Dritten Karnatischen Krieg von 1756 bis 1763 (in Europa: Siebenjähriger Krieg) endete die britisch-französische Kolonialrivalität jedoch in einer vollständigen französischen Niederlage und dem Verlust fast des gesamten französischen Besitzes und Einflussgebiets. Kriegsentscheidend war der Sieg Robert Clives über eine weit überlegene, mit den Franzosen verbündete indische Streitmacht in der Schlacht bei Plassey 1757, die zum britischen Gewinn von ganz Bengalen führte. Damit waren die französischen Kolonialambitionen in Indien endgültig gescheitert. Fortan hatten die wenigen verbliebenen französischen Besitzungen in Indien nur noch eine quasi symbolische Bedeutung, während die Briten in den folgenden Jahrzehnten ihren Einfluss auf den gesamten indischen Subkontinent ausdehnten.
1946 wurden die französischen Besitzungen in Indien in ein Überseegebiet (Territoire d’outre-mer) der Vierten Französischen Republik umgewandelt. Spätestens nachdem Indien und Pakistan im Jahr 1947 durch die Briten in die Unabhängigkeit entlassen wurden, stellte sich die Frage nach dem weiteren Verbleib der Kolonialbesitzungen anderer europäischer Mächte (Frankreich, Portugal) in Indien. 1949 kam es zur Volksabstimmung über die Auflösung oder den Verbleib von Französisch-Indien als freie Städte in der Französischen Union oder den Anschluss an Indien, wobei sich nur Chandannagar sofort mehrheitlich für den Anschluss an den Bundesstaat entschied. 1950 wurde Chandannagar an Indien angeschlossen (1952 vertraglich ratifiziert) und 1954 Teil des Bundesstaates Westbengalen. Die restlichen Städte folgten 1954, staatsrechtlich erst nach Ratifizierung des entsprechenden Vertrages durch das französische Parlament 1962 und bilden heute ein Unionsterritorium Indiens.
Pierre Desbassayns (Senator von 1876 bis 1882) und Jules Godin (von 1891 bis 1909) waren im 19. Jahrhundert in Frankreich im Senat aktive Politiker, die mit dem Gebiet eng verbunden waren.